# أحيقار الحكيم
أحيقار، كان وزيرا آشوريا ينسب إليه كتاب «حكم أحيقار» المكتوب حوالي 500 ق.م. بالآرامية والذي عثر عليه في إلفنتين في مصر العليا. وبحسب القصة المذكورة في هذا الكتاب كان أحيقار وزيرا لكل من أسرحدون ووالده سنحاريب من قبله وقد قام بتبني ابن أخيه «ناداب/نادان» لكي يخلفه غير أن الأخير يتهمه أمام أسرحدون فيسجن أحيقار في انتظار إعدامه غير أنه يخبر المسؤول عن عملية الإعدام كيف أنه خلصه من الموت سابقا فيقوم هذا بقتل أحد السجناء بدلا منه، وهنا تنقطع القصة لفقدان بقيتها، غير أن نسخا أخرى تذكر هربه إلى مصر ومن ثم عودته منتصرا إلى منصبه بعد إثبات إخلاصه لأسرحدون كما تذكر نسخ أخرى لقائه بابنه بالتبني الذي يلقى حتفه بعد ذلك. يحتوي كتاب «حكم أحيقار» على العديد من الأمثال التي يتردد صداها في حكم سفر يشوع بن سيراخ وفي سفر الأمثال.

## خيانة ابنه له
أن أحيقار الحكيم لم يرزق بولد من صلبه لذلك تبنى أبن أخته «ناداب/نادان» وعلمه ودربه وأغدق عليه الحكمة علّه يخلفه في مهمته ومن ثم عرضه على الملك أسرحدون الذي نال إعجابه وبعد فترة من الزمن وجد أحيقار في نفسه الضعف عن متابعة مهامه كمستشار للملك لذلك توسط لابن أخته ” نادان ” عند الملك ليجعله المستشار الجديد له ووافق الملك على ذلك وخلد أحيقار للراحة، أما ” نادان ” لما وجد نفسه في المنصب الجديد تنكر لمعروف ” أحيقار الحكيم بل وكاد له عند الملك ليقتله وذلك لكي يخلو له الجو وحده دون منافس، ويخبرنا أحيقار عما فعله ” نادان ” به من مكيدة عند الملك فيتحدث عما جال بخاطر نادان قائلا: “أما عن ابني هذا الذي ربّيته وقُدته إلى باب القصر، أمام اسرحدون، ملك أشوريا، ووسط جلسائه، فقلت في نفسي: “يطلبُ لي الخير مقابل ما صنعته له”. ولكن ابن أختي الذي ربّيته، تآمر عليّ للشرّ. فقال في قلبه: “لا شك في أني أقدر أن أقول للملك أقوالاً كهذه:”أحيقار، هذا الشيخ الذي كان حافظ الختم لدى الملك سنحاريب أبيك، قد أفسد الأرض عليك، لأنه كان مستشارًا، وكاتبًا عالمًا، وكانت أشورية كلها تستند إلى نصائحه وأقواله”. أما اسرحدون فحين يسمع مثل هذه الأقوال التي أقولها له، يغضب غضبًا عظيمًا ويقتل احيقار” وفعلا نجحت مكيدة نادان وأمر الملك أسرحدون أحد ضباطه (نبوسومسكون) بقتل احيقار الحكيم ولكن الضابط المذكور لم يستطع فعل ذلك إذ سبق لإحيقار أن أنقذ حياة الضابط من القتل عندما أمر سنحريب بقتله فقام أحيقار بإخفائه إلى أن هدأ ت ثورة الملك ثم عاد وطلب له العفو فعفا عنه الملك لذلك أمر الضابط مرافقيه بقتل أحد عبيده بدلا من أحيقار بحيث أن أراد الملك التأكد من قتل أحيقار يتم عرض جثة ” العبد ” على من يوفده الملك باعتبارها جثة ” أحيقار ” نفسه علّ الملك بعد ذلك يعود إلى رشده ويكتشف مؤامرة ” نادان ” فيطيب نفسا بأحيقار ويفتقده ويحزن لفراقه عندها يقدمه الضابط إلى الملك حيا ويخبره الحقيقة وهكذا كتب لأحيقار النجاة.

## قِصَتُه مَع فِرعَون مَصر

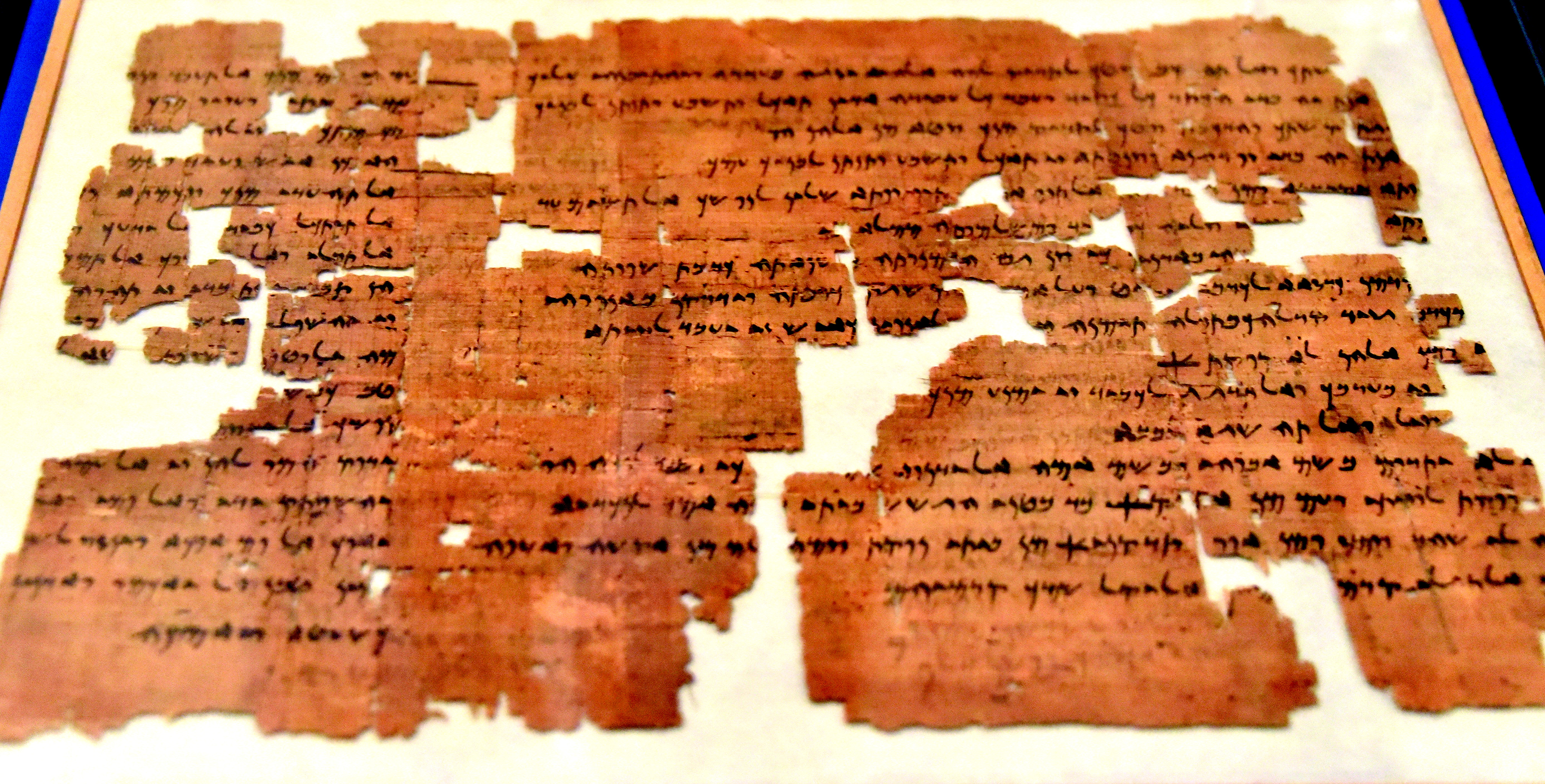
بردية من القرن الخامس قبل الميلاد مَكتوبة باللغة الآرامية تَحكي قِصة المُستشار الحكيم «أحيقار». من إلفنتين، مصر. المتحف المصري في برلين.

وبعد مدة من الزمن أراد ملك مصر محاجة سنحاريب فطلب منه أن يرسل إليه رجلاً حكيماً لكي يبني له قصراً بين السماء والارض فاحتار سنحاريب وندم على قتل احيقار وذكر جسيم خدمته فأعلمه الضابط وقتها أن احيقار حي ففرح سنحاريب فرحاً عظيماً وأرسله إلى مصر ليرد الجواب لفرعون وتقول الروايات انه لما مثل بين يديه طلب منه أن يحضر كلساً وحجارة وطيناً لبناء القصر المطلوب وكان احيقار قد ذهب بنسرين وعلَم ولدين الركوب على ظهرهما. فأطلق النسرين وقد ركبهما الولدان فارتفعا في الجو. وبدأ الولدان يصرخان من فوق: وصلّوا إلينا الأحجار والكلس والطين لنبني قصراً لفرعون فانخذل فرعون وأقر بمهارة أحيقار وحكمته، وهكذا أعيد أحيقار إلى مكانته وسابق عهده أما ” نادان ” فسلِّم إلى الجلاد ليلقى جزاء خيانته.

## كِتابه «حِكم أحَيقار»
إن أقدم نصوص القَصص والأمثال والحكم الآرامية إطلاقاً، والتي لا مجال للشك في صحتها والتي وصلت إلينا، قصة (أحيقار كاتب الملك سنحاريب وحامل أختامه)، سجلها خطّاط آرامي على إحدى عشرة ورقة من البردي، عثر عليها سنة (1906 – 1908) في جزيرة الفيلة قرب أسوان المصرية وترقى هذه النصوص إلى القرن الخامس ق. م. وهو كتاب مكتوب بالآرامية بحوالي 500 ق.م. أي بعد وفاة أحيقار بقرن ونصف تقريباً والذي عثر عليه في إلفنتين بمصر العليا.
يعد كتاب (أحيقار) وأحيقار معناه أخي الموقر، من أقدم كتب الأدب والحكمة في العالم، وهو نموذج للأدب المستمد من المفهوم الأخلاقي للحياة، وهو ليس كتاب تعاليم دينية بحتة. حكمة أحيقار نشأت في بلاد نينوى وآشور، وترعرعت في بلاد ما بين النهرين، وهي بمثابة مختصر لحضارة وادي الرافدين لتشمل الحضارات السومرية والأكدية والبابلية والآشورية، وهي تعرض الحياة الدينية والأخلاقية والإبداع بفكر عميق ولغة بليغة. وقد حظيت هذه الحكمة باهتمام الأجيال اللاحقة، ونالت شهرة واسعة، فهي خلاصة للحكمة القديمة.

### مِن أقوال أحيقار الحَكيم
- نقلُ الحِجارة مع رجلٍ حَكيم أفضلُ من شُربِ الخمرةِ مع رجلٍ جاهل.[2]
- يا بُنيّ، حتى الخبز مع قليل الحياء لا تأكل.[2]
- يا بُنيّ، ارمِ حجارة على الكلب الذي ترك صاحبه وتبعك.[2]
- يا بُنيّ، لا تدع صاحبك يدوس على رجلك لئلاّ يدوس رقبتك.[2]
- يا بُنيّ، يأكل ابن الغنيّ حيّة فيقول الناس: للشفاء أكلها ويأكلها ابن الفقير فيقول الناس: من جوعه أكلها.[2]
- يا بُنيّ، لا تركض رجلك وراء صاحبك، ولا تدعه يشبع منك فيبغضك.[2]
- يا بُنيّ، إذا كنت منتعلاً، دُس الشوك برجليك ومهّد الطريق لبنيك وبني بنيك.[2]
- يا بُنيّ، خير لك أن يضربك العاقل الحكيم عصياً كثيرة، من أن يدهنك الجاهل بطيب معطّر.[2]
- يا بُنيّ، إذا سمعتَ كلمة سوء فادفنها في الأرض على عمق سبعة أذرع.[2]
- يا بُنيّ، إنّ اليد التي شبعت بعد جوع لا تجود، وكذلك اليد التي جاعت بعد شبع.[2]
- يا بُنيّ، اجعل لسانك حلواً، وكلامك عذباً فإنّ ذنب الكلب يطعمه خبزاً، وفتح فمه يكسبه رجماً.[2]
- يا بُنيّ، اختبر ابنك بالخبز والماء، عندها يمكنك ائتمانه على ثروتك وأموالك.[2]
- يا بُنيّ، كُن أوّل مَن يقوم على الوليمة، ولا تنتظر تناول الدهائن اللذيذة، ولا تستمرّ في شرب اللذائذ الساخنة لئلاّ تُصاب بجراح في رأسك.[2]
- يا بُنيّ، أرسل الحكيم ولا تكرّر عليه التوجيه والتوصية، وإذا كان لا بدّ من إرسال جاهل، فالأفضل أن تذهب أنت بنفسك.[2]
- يا بُنيّ، مَن كانت يده ملآنة يُدعى حكيماً ومحترماً، ومَن كانت يده فارغة سمّاه الناس مذنباً ووضيعاً.[2]
- يا بُنيّ، لا تتدخّل في زواج امرأة، فإنّه إذا شقيت (في زواجها) لعنتك، وإذا سعدت وسرّت ونجحت فإنها لن تذكرك.[2]
- يا بُنيّ، أخضعْ ابنك ما دام طفلاً صغيراً، قبل أن يفوقك قوة وشدّة، ويتمرّد عليك فتخجل في مساوئه ومن كلّ أعمال السوء التي يعملها.[2]
- يا بُنيّ، إنّ الموت خير لرجل لا راحة له في الحياة، وصوت العويل والنحيب والندب في أذني الجاهل أفضل من صوت المزمار والغناء وأهازيج الفرح.[2]
- يا بُنيّ، طأطئ عينيك إلى أسفل، واخفض صوتك، وانظر إلى تحت باحتشام، لأنه لو كان المرء يستطيع أن يبني بيتاً بالصوت العالي المرتفع لبنى الحمار بيتين في يوم واحد. ولو أن القوّة الشديدة (وحدها) هي التي تجرّ المحراث لما فارق النير منكب الجمل.[2]
- يا بُنيّ، إنّ الكراع في يدك لأفضل من الفخذ في قدر غيرك، وشاة قريبة خير من بقرة بعيدة، وعصفور واحد في يد خير من ألف عصفور طائر، والفقر الذي يوفّر خير من الغنى الذي يبذّر، ورداء من صوف تلبسه أفضل من الحرير والخزّ والأرجوان الذي يرتديه الآخرون.[2]

## هَويَتُه
ربما يكون أحيقار الحَكيم هو لقمان الحَكيم الذي وَردت حِكمُه ومواعظه في القُرآن في سورة لقمان «وَإِذْ قَالَ لُقْمَانُ لِابْنِهِ وَهُوَ يَعِظُهُ يَا بُنَيَّ لَا تُشْرِكْ بِاللَّهِ ۖ إِنَّ الشِّرْكَ لَظُلْمٌ عَظِيمٌ». وصل أحيقار إلى العرب مع لقمان، وإلى الإغريق مع يوسيفوس، وجاءت أخبار أحيقار أيضا في العهد القديم في سفر طوبيا وفي سفر الأمثال وسفر يشوع بن سيراخ.

## وصلات خارجية
- The Story of Ahikar
- AḤIḳAR at JewishEncyclopedia.com